# Wibbine Telders

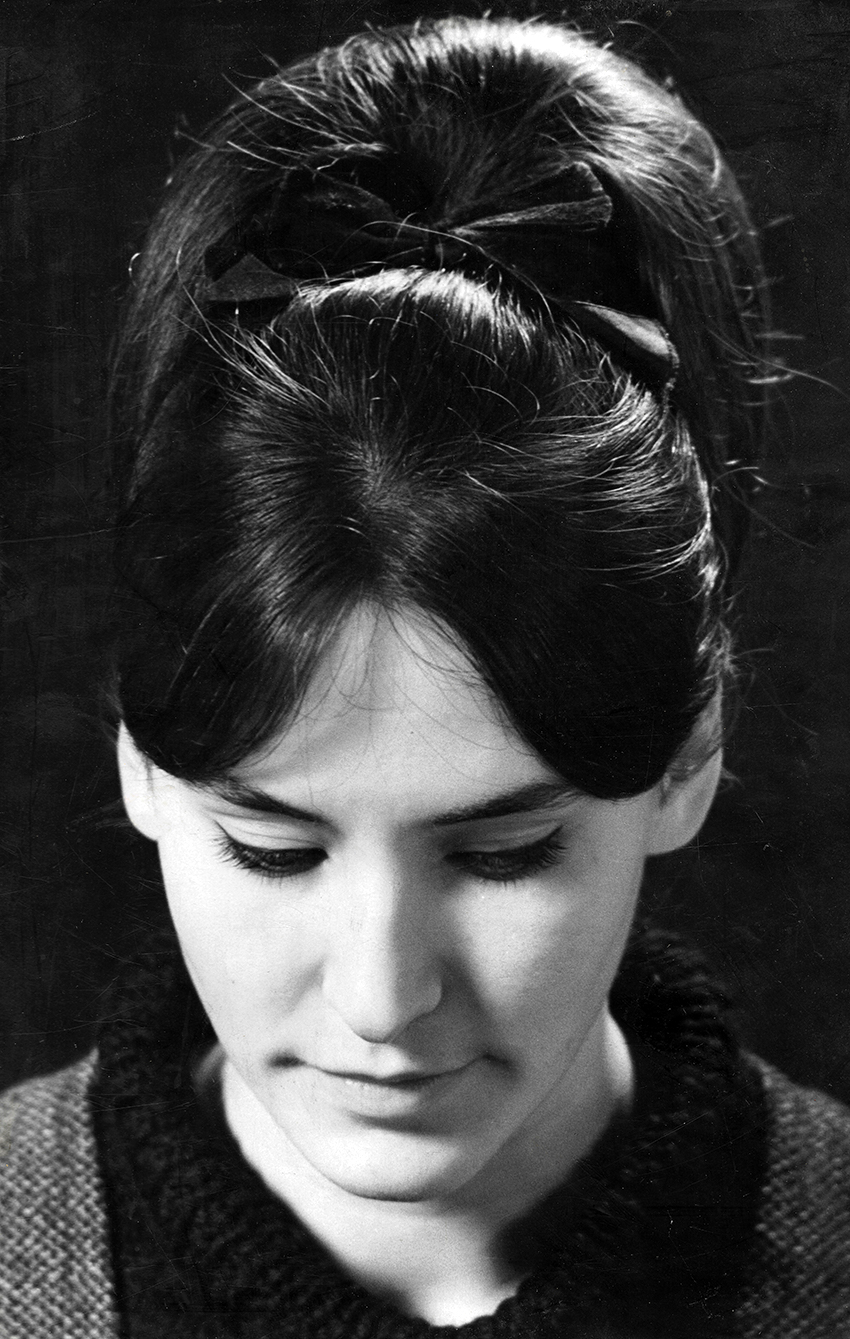
Wibbine van Roon-Telders rond 1965. Foto: Pieter Mazel

Wibbine (Bien) van Roon-Telders (Den Haag, 12 augustus 1943 – Den Haag, 8 april 2016) was een Nederlands beeldhouwster in Den Haag.

## Levensloop
Wibbine van Roon-Telders werd in 1943 geboren in Den Haag als jongste dochter van Carel Henrik Telders advocaat en vicepresident in de Hoge Raad der Nederlanden en Cornelie Marie Hartman. Van moederszijde was ze een volle nicht van choreograaf Toer van Schayk. Wibbine Telders volgde in haar jeugd een professionele balletopleiding en ontving haar opleiding tot beeldhouwster aan de Koninklijke Academie van Beeldende Kunsten in Den Haag waar ze les kreeg van Dirk Bus en Henri van Haaren. Ze deed cum laude eindexamen in juli 1965 en ontving de Esso-prijs. Ze vond inspiratie in de kunstwerken van Marini, Moore, Chadwick en Giacometti. Haar stijl evolueerde in vijf decennia tot een persoonlijke stijl waarbij ze haar liefde voor kunst en theater wist te combineren met haar eigen sociaal bewuste kritische en waarderende perspectief. Haar werk is figuratief en ze heeft zich voornamelijk toegelegd op het vervaardigen van portretten en kleinplastiek in brons.
Vanaf 1966 was ze werkend lid van het Schilderkundig genootschap Pulchri Studio in Den Haag, deed mee aan verscheidene groepstentoonstellingen en had er solo-exposities. Ze ontving opdrachten van de gemeente 's-Gravenhage, onder andere voor het maken van de Sportpenning van de gemeente. In Nederland had ze exposities in diverse kunstgaleries, in samenwerking met schilders als Theo Bitter, Catharina Boon en Joke Hartman-Elias. Telders werd in haar kunst geïnspireerd door de schoonheid in het alledaagse en daarbij waren het kinderen en dans- en balletfiguren die de inspiratiebron vormden. In de latere periode ging haar betrokkenheid uit naar de door honger en oorlog op de vlucht gedreven vrouwen en kinderen uit Afrika.
Ze is op 25 augustus 1966 getrouwd met musicus en chef lichte muziek NOS radio Wouter van Roon en kreeg met hem twee zonen Marc van Roon en Ruben van Roon. Wibbine Telders is overleden op 8 april 2016 in Den Haag. De laatste 17 jaar van haar leven woonde en werkte Telders in Zuid-Frankrijk. Wibbine Telders behoorde tot het Nederlandse geslacht Telders dat in 1942 werd opgenomen in het Nederland's Patriciaat.
- RKD-Nederlands Instituut voor Kunstgeschiedenis: 68037